# Raúl Iturria
Raúl Iturria Igarzábal (* 1935 in Las Cañas in der „13. Sección judicial“, Departamento Durazno) ist ein uruguayischer Politiker.
Raúl Iturria absolvierte seine schulische Ausbildung an der Escuela rural No. 61 sowie am Liceo de Sarandí del Yí und am Liceo Departamental de Florida. Sodann studierte er in Montevideo Rechtswissenschaften und erwarb schließlich den Doktortitel in Rechts- und Sozialwissenschaften. Es folgte ein post-graduales Studium an der Universidad Complutense im spanischen Madrid. Er übte sodann den Rechtsanwaltsberuf aus und war als Berater für ANCAP und die Banco Hipotecario del Uruguay tätig. Er ist Mitglied im Rotary Club Montevideo.
Iturria, der der Partido Nacional angehört, war vom 10. November 1993 bis zum 17. Mai 1994 Innenminister von Uruguay. Er hatte sodann in der 44. Legislaturperiode vom 15. Februar 1995 bis zum 2. März 1995 und erneut vom 18. Oktober 1998 bis zum 14. Februar 2000 ein Titularmandat als Senator in der Cámara de Senadores inne. Dazwischen übte er vom 1. März 1995 bis zum 16. Oktober 1998 das Amt des Verteidigungsministers aus. Iturria war während zweier Wahlperioden zudem Intendente des Departamentos Durazno.
Iturria veröffentlichte mehrere Bücher. Darunter waren „Tratado de Folklore“ (2006), „Nuestro campo en dos visones“ (2007) und das 2008 erschienene „1958 El año en que cambió la historia“.

## Zeitraum seiner Parlamentszugehörigkeit
- 15. Februar 1995 bis 2. März 1995
- 18. Oktober 1998 bis 14. Februar 2000 (jeweils: Cámara de Senadores, 44. Legislaturperiode (LP))